# Henri Frenay
Henri Frenay  (Lió, 19 de novembre de 1905 - Porto-Vecchio, Còrsega, 6 d'agost de 1988) va ser un membre de la  Resistència durant la Segona Guerra Mundial i posteriorment un polític  francès.
Frenay pertanyia a una família  catòlica de militars de Lió, que sempre es va mantenir al marge de la política. El seu pare va morir durant la Primera Guerra Mundial, pel que va ser educat per la seva mare; va estudiar al Liceu Ampère de Lió. El 1924, als 19 anys, s'incorporà a l'Escola Especial Militar de Saint-Cyr, de la qual sortí amb el grau de sotstinent dos anys més tard. Va ser destinat, a l'Exèrcit del Rin, i després a Síria all 16è Regiment de tiradors  tunisians i al 8è Batalló assiri de Hasaka. El 1933, tornà a la metròpoli, ingressà a l'Acadèmia d'oficials i aconseguí el grau de capità.
Conegué a Berty Albrecht el 1934 a través de refugiats alemanys antinazis, cosa que li feu veure els perills del nazisme. El 1938, Frenay s'interessà per Alemanya, i estudià el país. El 1939, el capità Henri Frenay fou destinat a l'Estat major a la Línia Maginot. El 13 de juny de 1940, el 43è Cos d'exèrcit al qual pertanyia rebé ordre de retirada i quatre dies després va ser fet presoner per la Wehrmacht. Aconseguí escapar al costat de l'alferes Bourguet. El 15 de juliol arribaren a peu a la zona lliure. Va ser destinat primer a Marsella, i després a l'Estat Major a Vichèi, on treballà durant un temps. El 24 de gener de 1941, sol·licità la baixa en una carta en què declarava haver perdut la confiança en l'Alt Comandament a causa de l'Armistici. El general Picquendar tractà de dissuadir-lo, però davant la fermesa de la seva decisió, el general Charles Huntziger n'accepta la renúncia. Malgrat tot, Henri Frenay conservà moltes relacions amb l'Exèrcit.
Llavors es va convertir en l'editor de diaris clandestins (tracts) com Verites i va ser un dels co-fundadors del grup Combat el 1942. El 1943 el seu grup va participar en la formació del Consell Nacional de la Résistance de Jean Moulin. Quan la Gestapo va capturar Jean Moulin, Frenay va fugir a l'Alger. El novembre de 1943 va conèixer a Charles de Gaulle, que el va designar com a ministre dels presos, els refugiats i deportats. Després de la guerra, Frenay serví en primer govern provisional de De Gaulle. Posteriorment es va retirar de la vida política i es va convertir en un home de negocis. Va publicar la seva autobiografia, La Nit posarà fi: Memòries d'un revolucionari el 1976. Va estar casat amb la doctora Chilina Ciosi, a qui va conèixer durant la guerra. Henri Frenay va morir a Porto Vecchio, Còrsega, el 8 d'agost de 1988.